# Дервент
Дервент (енгл. River Derwent) је река у Уједињеном Краљевству, у Енглеској. Дуга је 115,1 km. Улива се у Уз. 